# Odred za specialni namen »Rus«
Odred za specialni namen »Rus« (izvirno rusko отряд специального назначения внутренних войск МВД России «Русь») je bil specialni odred, ki je deloval v sestavi Notranje vojske Ministrstva za notranje zadeve Ruske federacije.

## Zgodovina
Odred je bil ustanovljen za protiteroristično delovanje v Ruski federaciji. 6 pripadnikov enote je bilo odlikovanih z redom heroja Ruske federacije.
1. septembra 2008 sta bili odreda Vitez in Rus razpuščena in združena v 604. center za specialni namen.